# Vlag van Groningen (provincie)
De vlag van Groningen werd op 17 februari 1950 vastgesteld door Gedeputeerde Staten van de Nederlandse provincie. Ze toont een groen kruis op een wit kruis, met twee rode en twee blauwe hoeken. 

## Beschrijving
De beschrijving luidt volgens het besluit:
De vlag is langwerpig, met een hoogte van twee derde van de lengte. Zij is verdeeld in vier vlakken door een staand vierarmig wit kruis ter breedte van een derde der hoogte van de vlag, waarop een staand  vierarmig groen kruis ter breedte van een-negende der hoogte van de vlag. Het bovenste vak van de vlag aan de broekzijde (mastzijde) en het daartegenover liggende onderste vak zijn rood en de beide andere vakken zijn blauw.

## Symboliek
De vlag is gebaseerd op de vlag en het wapen van de Ommelanden en de vlag van de stad Groningen. De kleuren van de stad zijn wit en groen; die van de Ommelanden rood, wit en blauw. De drie blauwe banen in de vlag van de Ommelanden verwijzen naar de historische drie Ommelanden: Hunsingo, Fivelingo en het Westerkwartier. Het Oldambt wordt soms wel, soms niet als vierde Ommeland gezien, maar is niet in de Ommelander vlag vertegenwoordigd. De elf harten verwijzen naar de elf onderkwartieren. Het Ommelander wapen dateert uit de tweede helft van de 16e eeuw. Het lijkt verwant aan de provinciale vlag van Friesland maar die dateert eerst uit de 19e eeuw (en bevat ook geen harten, maar pompeblêden).
De kleuren van de stad Groningen vormen een kruis in het midden van de vlag om de centrale ligging en rol van de stad te symboliseren.

## Ontwerp
De hoogte-breedteverhouding van de vlag is 2:3, net zoals die van de Nederlandse vlag.
De vier armen van het witte kruis zijn even breed, namelijk de breedte van een derde van de hoogte van de vlag. Het groene kruis dat hierop is geplaatst, heeft ook vier armen van gelijke breedte; een negende van de hoogte van de vlag. Het kruis is als variant van het Scandinavische Kruis een verwijzing naar de handelsrelatie met Scandinavië. Zowel het verticale als het horizontale deel van het groene kruis neemt dus een derde in van het verticale respectievelijk horizontale deel van het witte kruis. De vier vlakken die door het kruis gevormd worden zijn even groot, aangezien de kruizen in het midden van de vlag staan. Het vlak linksboven is rood, net als het vlak rechtsonder (van voren gezien). De twee andere vlakken zijn blauw.
De kleuren zijn gedefinieerd als de Pantone-kleuren 032U (rood), 300U (blauw) en 355U (groen).

## Geschiedenis
Als er in Groningen voor de provincie werd gevlagd, werd tot de vaststelling van een permanente vlag, het provinciewapen op een wit doek geschilderd. Reeds in het jaar 1913 deed Titus van der Laars een voorstel voor een door de provincie Groningen te gebruiken vlag in zijn boek Wapens, vlaggen en zegels van Nederland. Zijn eerste voorstel betrof een banier van het wapen van de Ommelanden, waarbij de middelste blauwe baan vervangen is door een groene strook als verwijzing naar de stad Groningen (vlagvoorstel 1). Als alternatief voor deze vlag stelde hij een aantal vlaggen voor met daarin de kleuren van het provinciewapen (vlagvoorstellen 2 en 3).

Vlagvoorstel 1
Vlagvoorstel 2
Vlagvoorstel 3

Het ontwerp voor de huidige vlag werd gemaakt door Jan Tuin, toen lid van Gedeputeerde Staten van de provincie en later burgemeester van de stad Groningen. Nadat de provinciale bestuurders het niet eens konden worden over een nieuw ontwerp bood hij aan een nieuw ontwerp te maken wat vervolgens enthousiast werd ontvangen.
De huidige vlag werd aangenomen op 17 februari 1950, met een besluit dat zes dagen later in werking zou treden.